# Audrey Knopp
Audrey Knopp (* 31. Dezember 1990) ist eine deutsche Fußballspielerin.

## Werdegang
Knopp, die neben der deutschen auch die französische Staatsangehörigkeit besitzt, begann ihre Karriere bei der Spvg Wesseling-Urfeld und wechselte in der Folge zum SSV Köttingen, mit dem sie 2008 den Aufstieg in die Verbandsliga Mittelrhein schaffte. Zur Saison 2008/09 wechselte sie zu Bayer 04 Leverkusen. Mit Leverkusen spielte sie zwei Jahre in der 2. Bundesliga und kam dabei in 40 Partien zum Einsatz. 2010 gelang ihr gemeinsam mit der Mannschaft als Meister der 2. Bundesliga Süd 2010 den Aufstieg in die 1. Bundesliga.
Ihr Erstligadebüt gab die Außenverteidigerin am 15. August 2010 im Spiel gegen den FCR 2001 Duisburg. Am  18. März 2012 (15. Spieltag) erzielte sie in der Partie gegen 1. FC Lokomotive Leipzig ihren ersten Bundesligatreffer. Nach insgesamt 36 Erstligaeinsätzen verließ sie Leverkusen mit Ende der Saison 2012/13 und kehrte im Sommer 2013 zu ihrem Heimatverein Spvg. Wesseling/Urfeld zurück, für den sie aktuell in der Frauen-Mittelrheinliga spielt.

## Erfolge
- Meister 2. Bundesliga Süd 2010